# Гордіївська сільська рада (Романівський район)
Гордіївська сільська рада — колишня адміністративно-територіальна одиниця та орган місцевого самоврядування у Любарському і Романівському (Дзержинському) районах Бердичівської округи, Вінницької й Житомирської областей Української РСР та України з адміністративним центром у с. Гордіївка.

## Населені пункти
Сільській раді були підпорядковані населені пункти:
- с. Гордіївка

## Населення
Відповідно до перепису населення СРСР, станом на 17 грудня 1926 року, чисельність населення ради становила 1 068 осіб, з них, за статтю: чоловіків — 541, жінок — 527; етнічний склад: українців — 1 048, росіян — 3, євреїв — 1, поляків — 15, інші — 1. Кількість господарств — 237, з них, несільського типу — 18.
Станом на 5 грудня 2001 року, відповідно до перепису населення України, кількість мешканців сільської ради становила 714 осіб.

## Склад ради
Рада складалася з 15 депутатів та голови.

## Історія
Створена 1926 року в складі с. Гордіївка та х. Степок Печанівської сільської ради Любарського району Бердичівської округи.
12 травня 1941 року, відповідно до указу Президії Верховної ради УРСР «Про перечислення Гордіївськоі сільської Ради з Любарського району до складу району імені Ф. Е. Дзержинського, Житомирської області», сільську раду передано до складу Дзержинського району Житомирської області.
Станом на 1 вересня 1946 року сільська рада входила до складу Дзержинського району Житомирської області, на обліку в раді перебували с. Гордіївка.
Ліквідована 5 березня 1959 року, відповідно до рішення Житомирського облвиконкому № 161 «Про ліквідацію та зміну адміністративно-територіального поділу окремих сільських рад області», територію та с. Гордіївка приєднано до складу Камінської сільської ради Дзержинського району.
Відновлена 14 листопада 1991 року, відповідно до рішення Житомирської обласної ради «Про внесення змін в адміністративно-територіальний устрій окремих районів», в с. Гордіївка Камінської сільської ради Дзержинського (згодом — Романівський) району.
Виключена з облікових даних, відповідно до постанови Верховної Ради України № 807-IX від 17 липня 2020 року, через об'єднання до складу Романівської селищної територіальної громади Житомирського району Житомирської області.
Входила до складу Любарського (1926 р.) та Романівського (Дзержинського, 12.5.1941 р, 14.11.1991 р.) районів.